# Peter Green’s Fleetwood Mac
Peter Green’s Fleetwood Mac ist ein Bluesrock-Album, das 1968 auf dem britischen Label Blue Horizon erschien. Wegen seines Covers, auf dem eine Straßenszene mit einem streunenden Hund und Mülltonnen zu sehen ist, wird es auch als Dog-and-Dustbin-Album bezeichnet.

## Album-Geschichte
Peter Green, John McVie und Mick Fleetwood bildeten 1967 kurzzeitig die Besetzung von John Mayalls Bluesbreakers und nahmen in dieser Zeit ohne den Bandleader das von Green geschriebene Instrumentalstück Fleetwood Mac auf, dessen Titel sich aus dem Familiennamen Fleetwoods und der ersten Silbe des Nachnamens von McVie zusammensetzte. Als Peter Green und Mick Fleetwood sich entschieden, Mayall zu verlassen und eine eigene Band zu gründen, wurde dieser Songtitel zum Namen der neuen Formation.
Da John McVie zunächst die Sicherheit eines festen Engagements bei den Bluesbreakers dem unkalkulierbaren Risiko eines neuen Bandprojekts vorzog, suchten Green und Fleetwood über eine Anzeige im Melody Maker einen Bassisten, den sie schließlich in der Person des angehenden Lehrers Bob Brunning fanden. Als zweiter Frontmann neben Green wurde auf Initiative des Blue-Horizon-Gründers Mike Vernon der Slide-Gitarrist und Elmore-James-Fan Jeremy Spencer zum vierten Bandmitglied. In dieser Besetzung hatten Fleetwood Mac ihren ersten Auftritt beim Windsor Jazz and Blues Festival im August 1967. Ende 1967 entschied sich McVie dann doch für die neue Band und ersetzte Bob Brunning am Bass.
Die zwölf Stücke dieses Debütalbums wurden unter der Produzentenschaft von Mike Vernon bei verschiedenen Sessions im CBS-Studio in der New Bond Street im Londoner Stadtteil Mayfair eingespielt und spiegeln die Tatsache wider, dass die Band sich während der Aufnahmen noch in der Entstehung befand. So sind Green, Spencer, McVie und Fleetwood nur bei fünf Titeln auch tatsächlich als Quartett zu hören, vier weitere wurden in Trio-Besetzung noch ohne Jeremy Spencer eingespielt, bei Long Grey Mare bedient noch Bob Brunning den Bass und bei Greens Komposition The World Keep On Turning sowie der Adaption von Robert Johnsons Hellhound On My Trail treten die beiden jeweils als Solisten an, Green zur akustischen Gitarre, Spencer sich selbst am Klavier begleitend.
Peter Green’s Fleetwood Mac wurde im Februar 1968 veröffentlicht, erreichte am 2. März 1968 die Nummer 4 der britischen LP-Charts und wurde damit zu einer der erfolgreichsten Bluesplatten jener Zeit. Von den Lesern des Melody Maker wurde es zudem zum zweitbesten Album des Jahres 1968 gewählt. „Nicht schlecht für ein Album, für dessen Aufnahme kaum mehr als drei Tage (...) benötigt wurden und das im Prinzip nichts anderes als Bluestitel im Zwölftakt-Schema enthält,“ kommentierte Mike Vernon diesen Erfolg in seinen Linernotes zur 1999 erschienenen CD-Box mit den sechs Alben, die Fleetwood Mac zwischen 1967 und 1969 für sein Label Blue Horizon eingespielt hatten.

## Titelliste
Seite 1
1. My Heart Beat Like A Hammer (Jeremy Spencer) – 2:57
2. Merry Go Round (Peter Green) – 4:07
3. Long Grey Mare (Peter Green) – 2:14
4. Hellhound On My Trail (Robert Johnson Arr. Peter Green) – 1:59
5. Shake Your Moneymaker (Elmore James) – 2:55
6. Looking For Somebody (Peter Green) – 2:50

Seite 2
1. No Place To Go (Chester Burnett) – 3:20
2. My Baby’s Good To Me (Jeremy Spencer) – 2:50
3. I Loved Another Woman (Peter Green) – 2:55
4. Cold Black Night (Jeremy Spencer) – 3:16
5. The World Keep On Turning (Peter Green) – 2:28
6. Got To Move (Homesick James Williamson) – 3:19

## Mitwirkende
- Peter Green – Gesang, Gitarre, Mundharmonika
- Jeremy Spencer – Gesang, Slide-Gitarre, Klavier
- John McVie – Bass
- Mick Fleetwood – Schlagzeug
- Bob Brunning – Bass auf Long Grey Mare